# Scottsdale

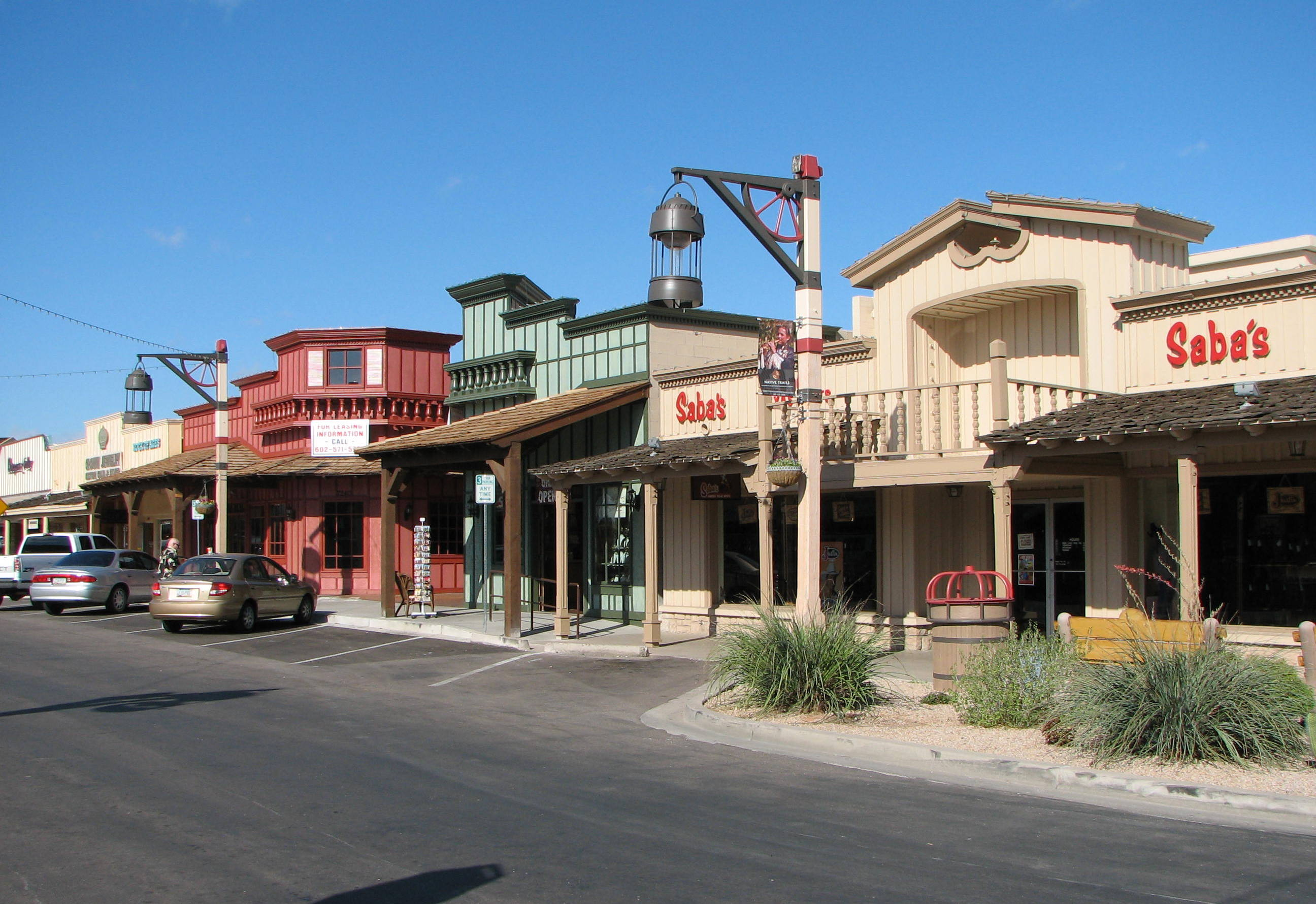
Old Town

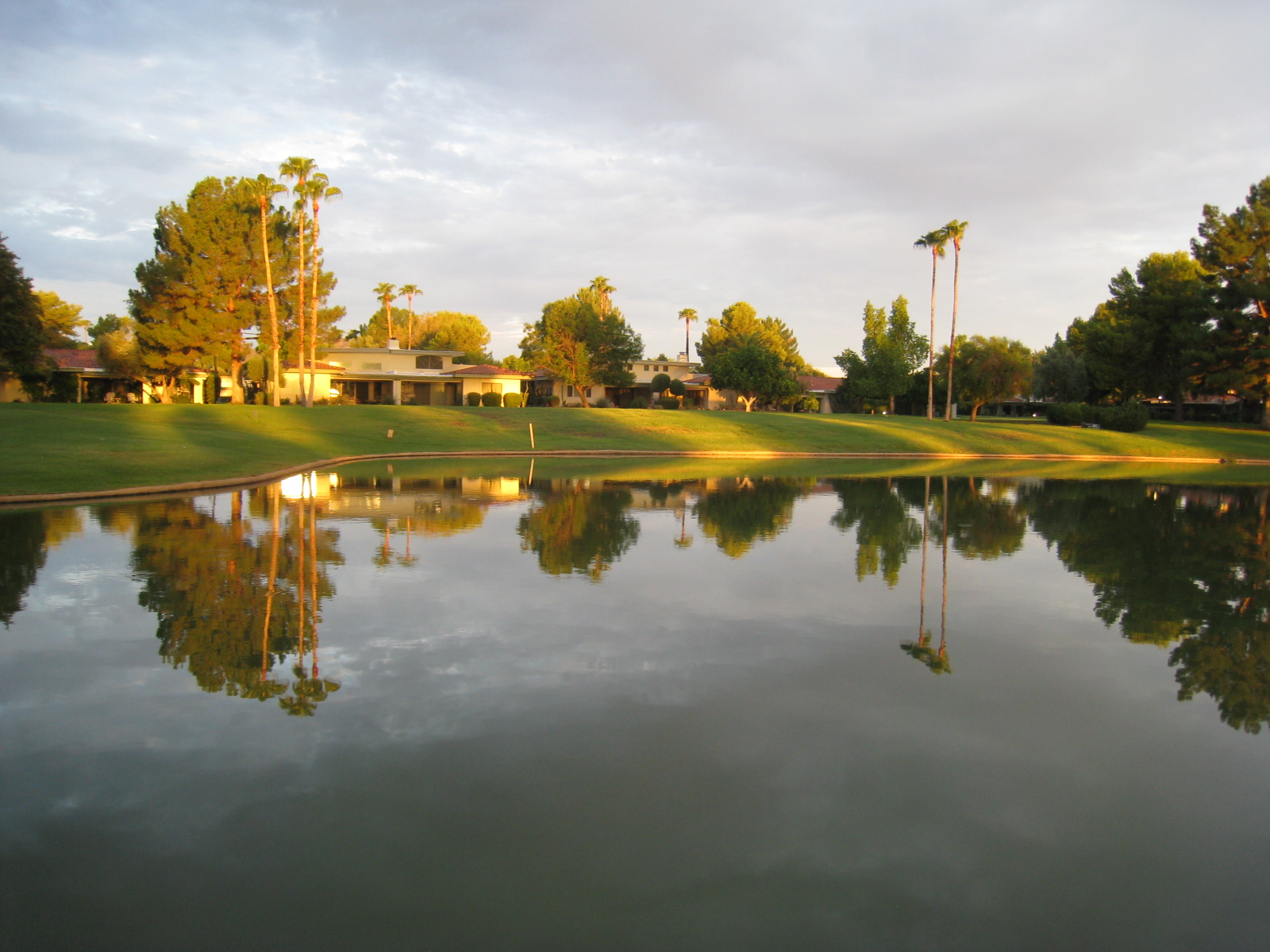
Park

Scottsdale je město v okrese Maricopa County poblíž Phoenixu v Arizoně ve Spojených státech amerických.

## Základní údaje
V roce 2010 mělo Scottsdale celkem 217 385 obyvatel. Díky svým výstavným domům, „high-end“ obchodům a vysokým příjmům domácností má město přezdívku „Beverly Hills Arizony“. Scottsdale se rozkládá na ploše 477,7 km² a je rozděleno do čtyř oblastí: South Scottsdale, Old Town, Central Scottsdale a North Scottsdale.

## Vývoj počtu obyvatel
Počet obyvatel města se v průběhu 20. století mnohonásobně zvýšil. Původně ve městě žilo cca 1000 obyvatel, dnes je jich přes 200 000.
| Rok  | Počet   |
| ---- | ------- |
| 1930 | 1047    |
| 1940 | 2761    |
| 1950 | 2032    |
| 1960 | 10 026  |
| 1970 | 67 823  |
| 1980 | 88 622  |
| 1990 | 130 075 |
| 2000 | 202 705 |
| 2010 | 217 385 |

## Ekonomika

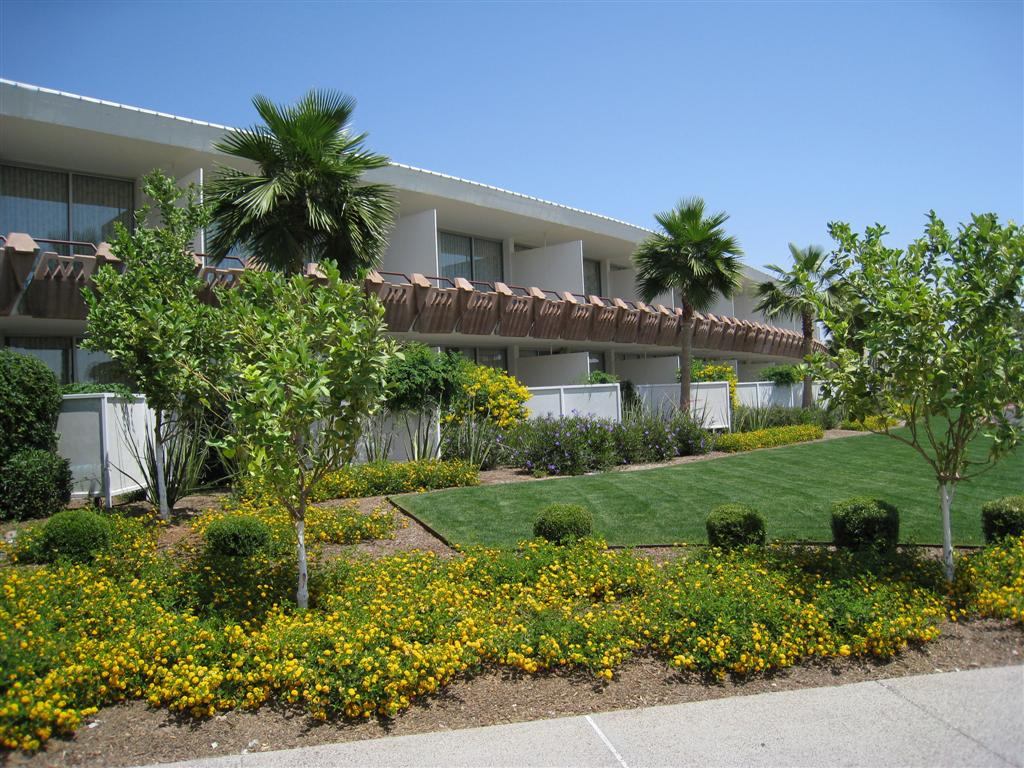
Valley Ho Hotel

Podle údajů z roku 2007 byl průměrný příjem rodiny ve městě 92 289 dolarů za rok. Celkem 5,8 % populace města žilo pod hranicí chudoby.
Zhruba 39 % pracovních sil je zaměstnáno v oblasti cestovního ruchu. Region má po celý rok teplé počasí a v roce 2005 město Scottsdale přilákalo více než 7,5 mil. návštěvníků, což z ekonomického hlediska znamenalo příjem více než 3,1 mld. dolarů.
Ve městě Scottsdale se nachází přes 70 ubytovacích středisek a hotelů a více než 15 000 hotelových pokojů. Hotely jsou zaměřeny na vyšší příjmovou skupinu. Město Scottsdale je třetí, po New Yorku a Las Vegas, které má nejvíce hotelů a letovisek v USA, označených jako AAA Five-Diamond.
Několik desítek tisíc lidí je zaměstnáno v oblasti Airpark v bezprostředním okolí letiště, a to zejména ve finančnictví, maloobchodu, službách a v technické, konstrukční a výrobní oblasti. Airpark zahrnuje v současné době téměř 2500 budov a ekonomický dopad je větší než 3 mld. dolarů ročně.
Velkým zaměstnavatelem je  Klinika Mayo, nezisková organizace a mezinárodně uznávané prestižní americké lékařské nemocniční výzkumné a vzdělávací centrum. V roce 2006 klinika oznámila vstup do České republiky.
Ve městě působí také společnost General Dynamics, zabývající se vojenskou výrobou a výzkumem. Je to čtvrtá největší zbrojní společnost na světě. Jejím nejznámějším výrobkem je stíhací letoun F-16 Fighting Falcon (od roku 1993 převzal výrobu tohoto letounu jiný výrobce, Lockheed).
Ve Scottsdale má sídlo ASU SkySong, což je jedno z největších univerzitních výzkumných center v USA. Je to inovační centrum Arizona State University, které mj. pomáhá zahraničním firmám vstoupit na americký trh.

## Zajímavosti

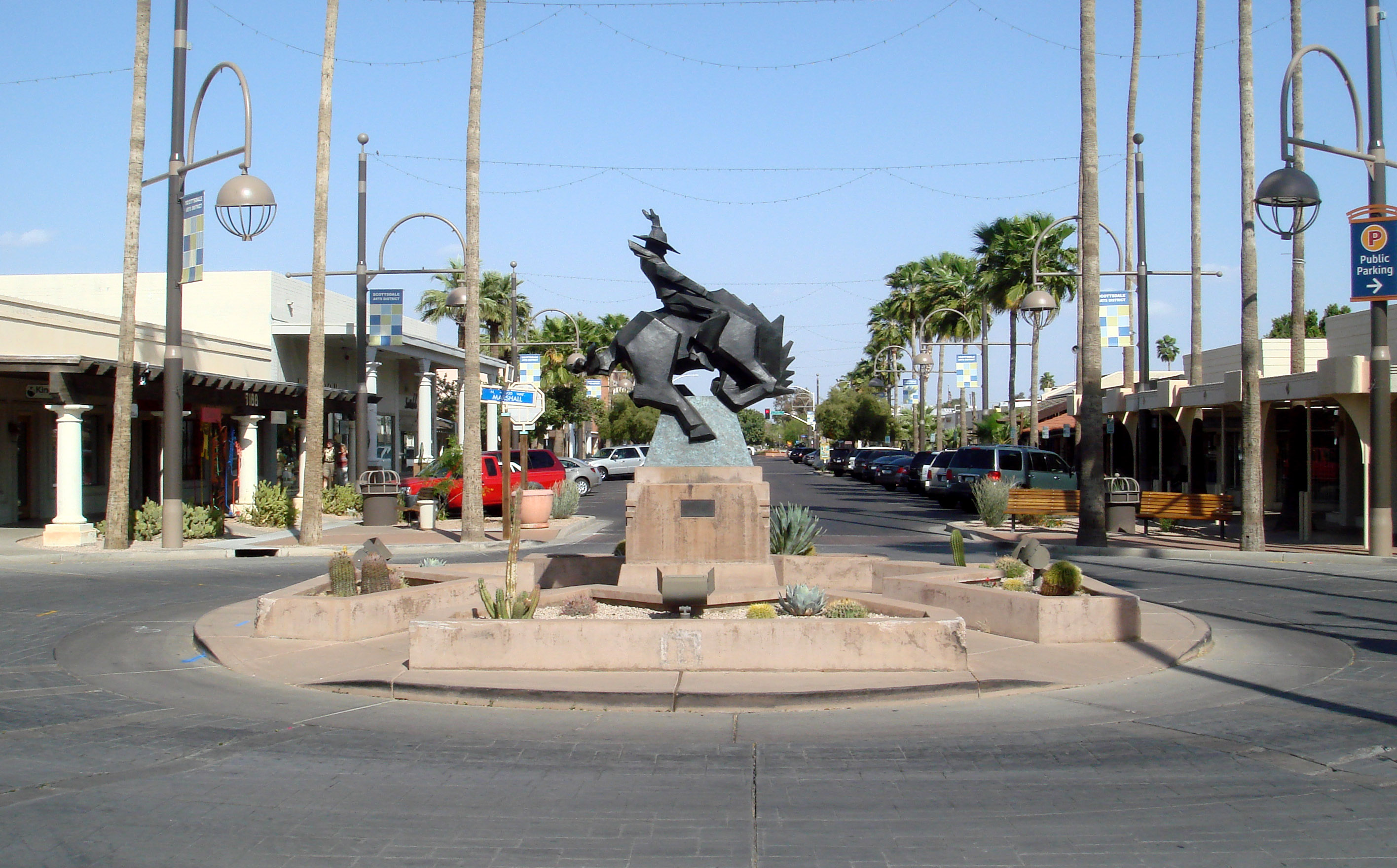
Socha nazvaná „Jack Knife“

Roku 1986 ve městě zemřel americký astronom, ufolog a univerzitní profesor českého původu J. Allen Hynek. V roce 1990 zde zemřel Tom Fogerty – hudebník, sólový kytarista skupiny Creedence Clearwater Revival.
V kryonickém centru nadace Alcor ve Scottsdale je uloženo tělo americko-íránského transhumanistického filozofa a futurologa FM-2030, u něhož byla jako u první osoby zmíněnou nadací použita nová metoda vitrifikace.
Ve Scottsdale absolvoval výcvik Hani Hanjour, což byl jeden z pěti mužů, které FBI označila jako únosce letu American Airlines 77 v teroristických útocích z 11. září 2001. Podle FBI řídil letadlo a narazil s ním do budovy Pentagonu.
V roce 2006 byl ve Scottsdale zatčen Mike Tyson pro podezření z trestných činů řízení pod vlivem alkoholu a držení omamných látek poté, co málem narazil do policejního automobilu.
Ve Scottsdale dne 22. října 2009 společnost Microsoft otevřela svůj značkový obchod, což byl její vůbec první značkový obchod na světě po oznámení záměru otevřít řetězec značkových maloobchodních prodejen Microsoftu.

## Podnebí
Scottsdale má suché klima. Zimy jsou mírné a léta jsou velmi horká. Nejnižší teplota naměřená ve městě je -7,2 °C (1955) a nejvyšší naměřená teplota je 48 °C (1972).
| Měsíc                          | 1    | 2    | 3    | 4   | 5   | 6   | 7    | 8    | 9    | 10   | 11   | 12   |
| ------------------------------ | ---- | ---- | ---- | --- | --- | --- | ---- | ---- | ---- | ---- | ---- | ---- |
| Nejvyšší naměřená teplota (°C) | 31   | 33   | 37   | 41  | 44  | 48  | 48   | 48   | 45   | 42   | 35   | 29   |
| Průměrná nejvyšší teplota (°C) | 20   | 22   | 25   | 29  | 34  | 38  | 40   | 39   | 37   | 32   | 25   | 20   |
| Průměrná nejnižší teplota (°C) | 4    | 6    | 8    | 11  | 16  | 20  | 24   | 24   | 21   | 14   | 8    | 4    |
| Nejnižší naměřená teplota (°C) | -7   | -7   | -4   | -1  | 2   | 7   | 12   | 11   | 7    | -3   | -5   | -7   |
| Průměrné srážky (mm)           | 25,7 | 26,4 | 29,2 | 6,4 | 5,3 | 1,8 | 22,6 | 30,5 | 21,8 | 21,6 | 20,3 | 26,2 |
| Zdroj: Weather.com             |      |      |      |     |     |     |      |      |      |      |      |      |

## Významné osobnosti
- Catherine Hicksová
- Mike Pollak
- Nikky Bella (Stephanie Nicole Garcia)

## Galerie

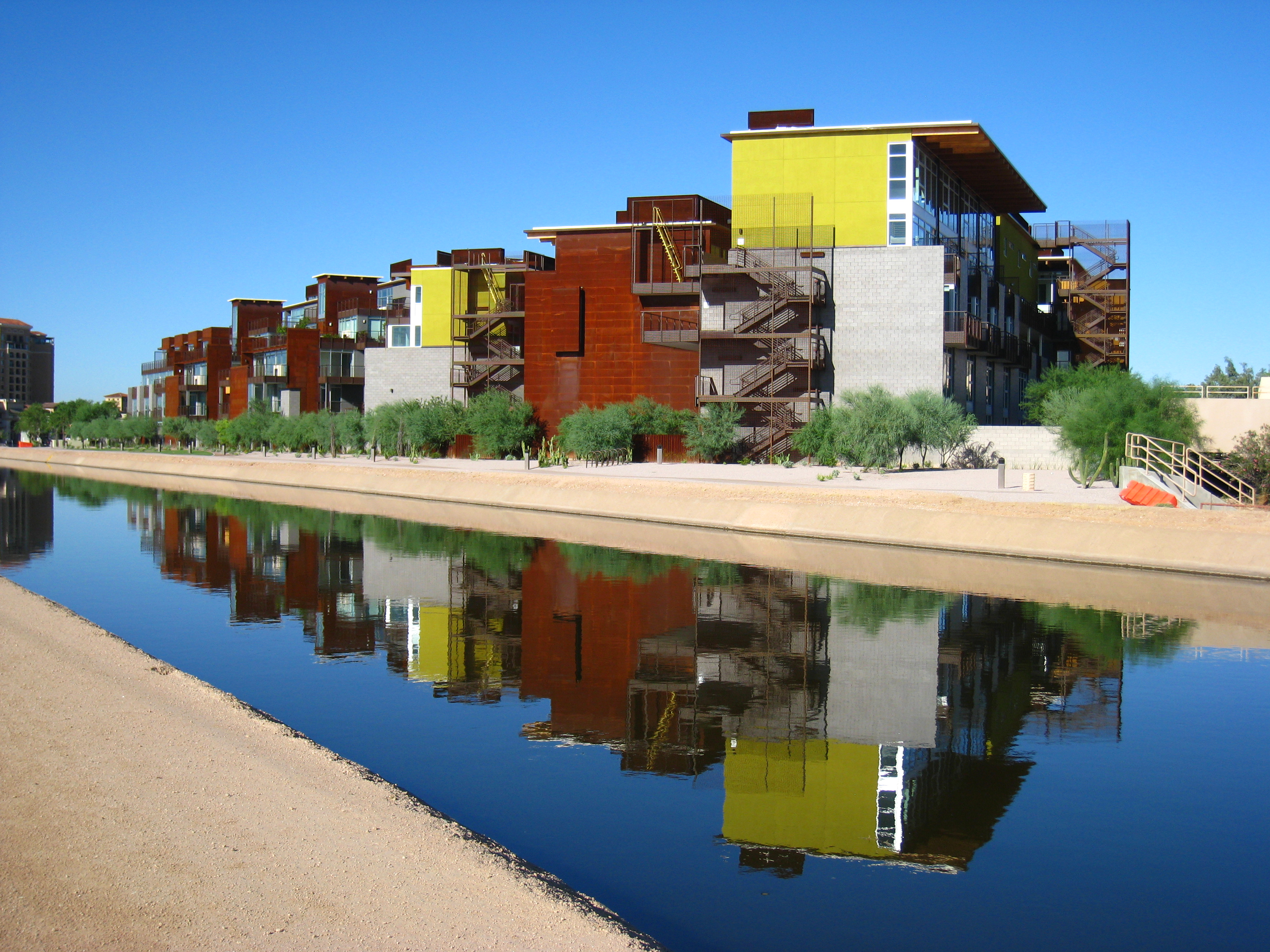
Safari
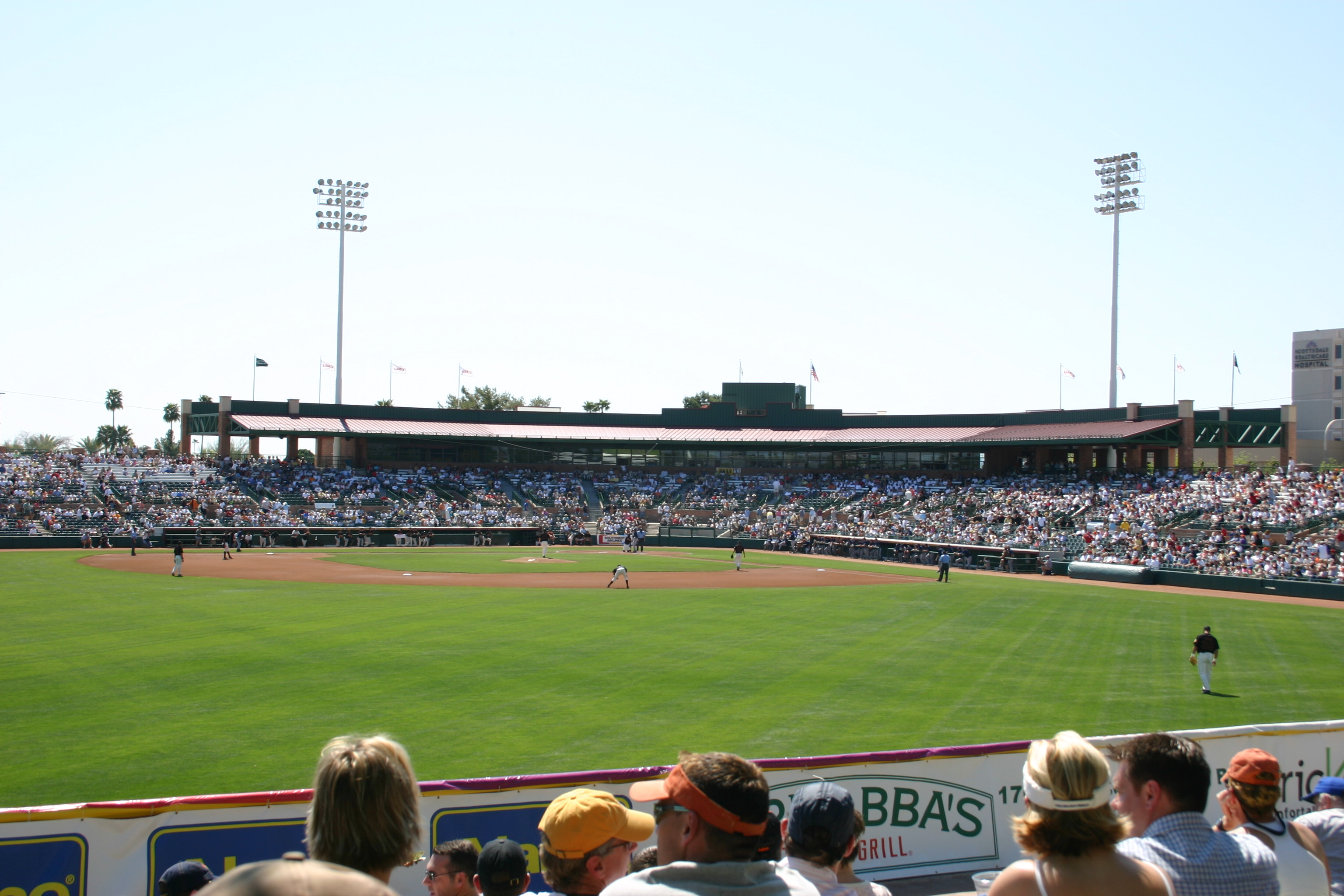
Stadion
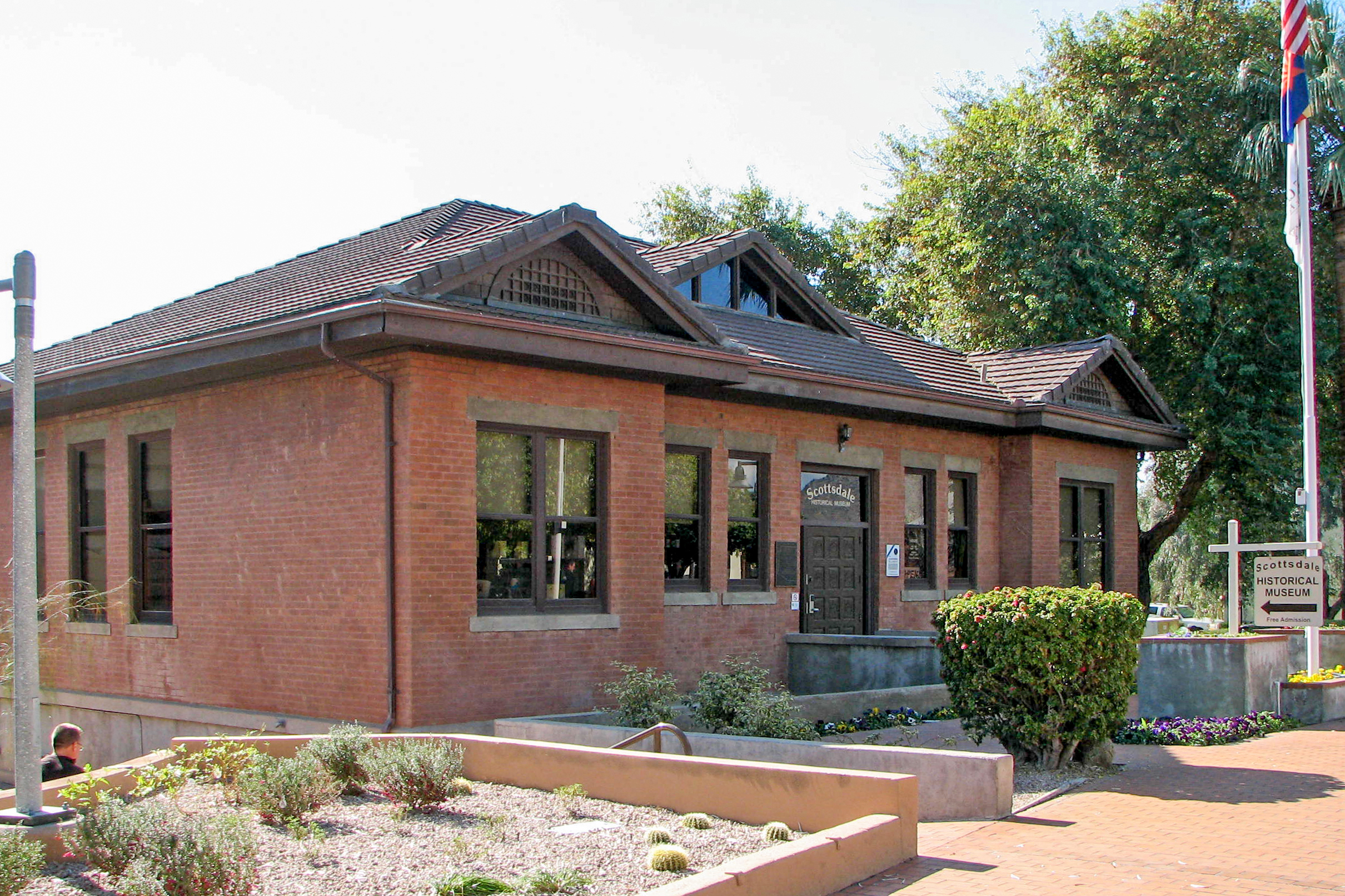
Muzeum historie
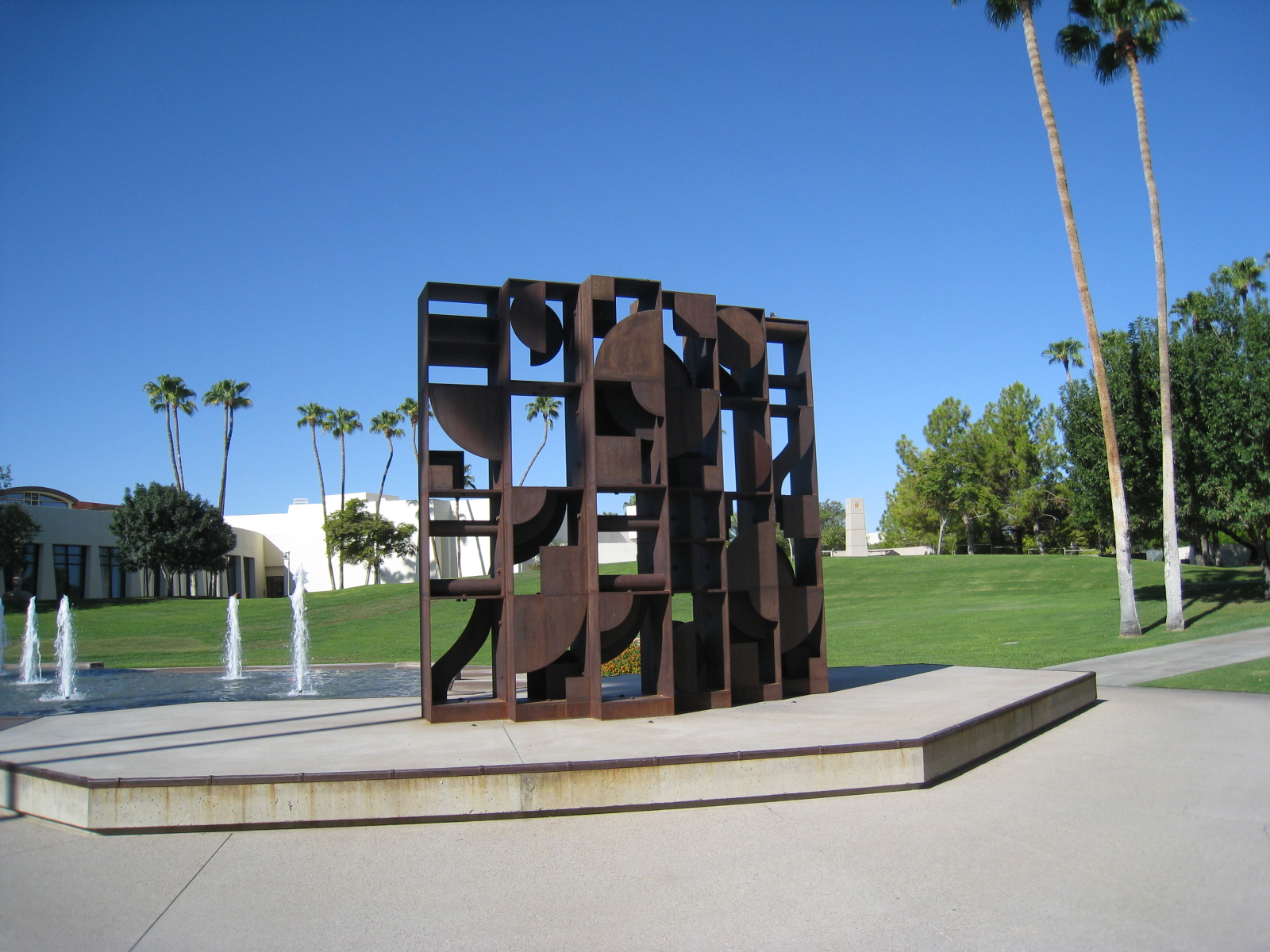
Muzeum současného umění
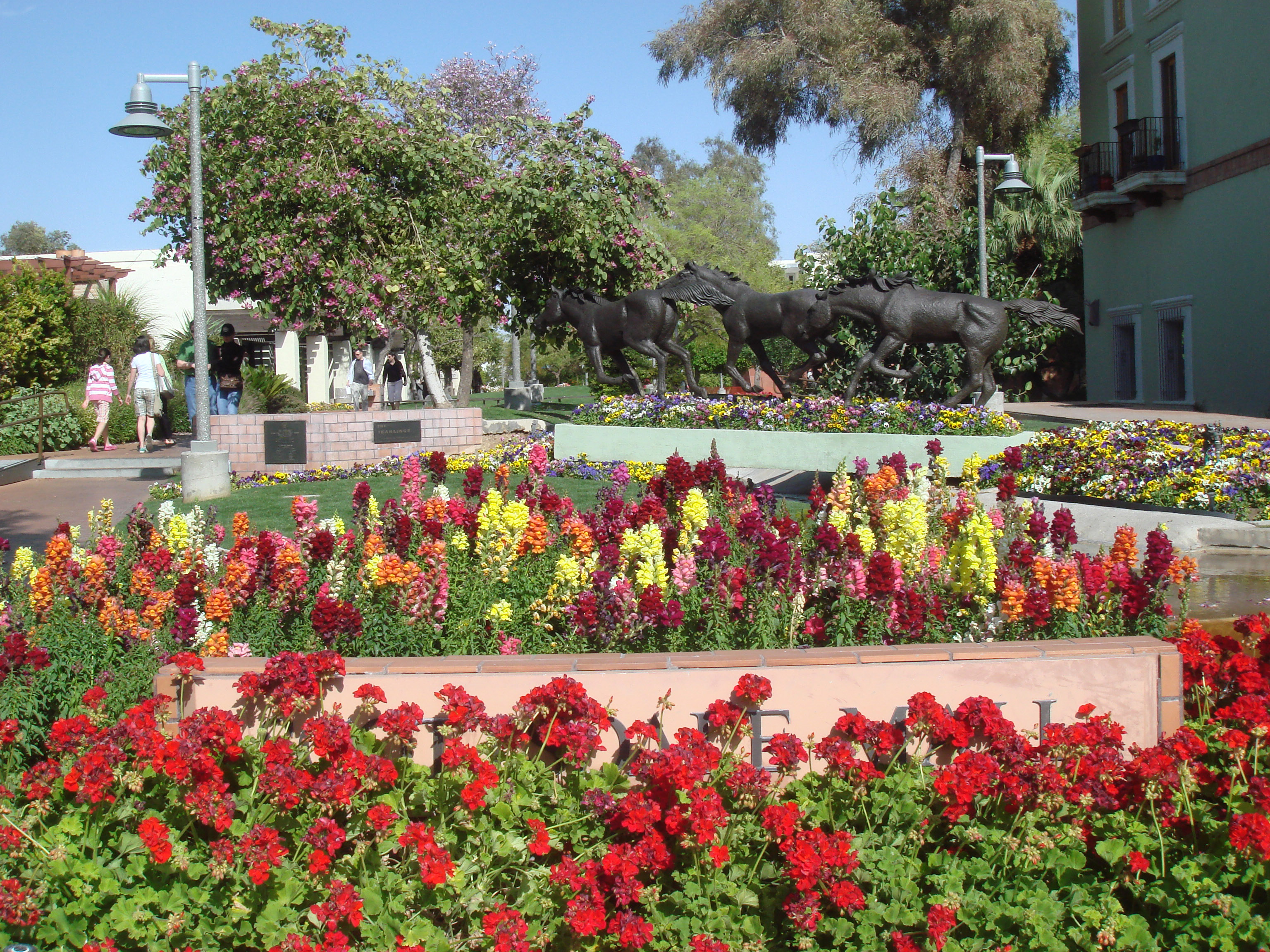
Old Town
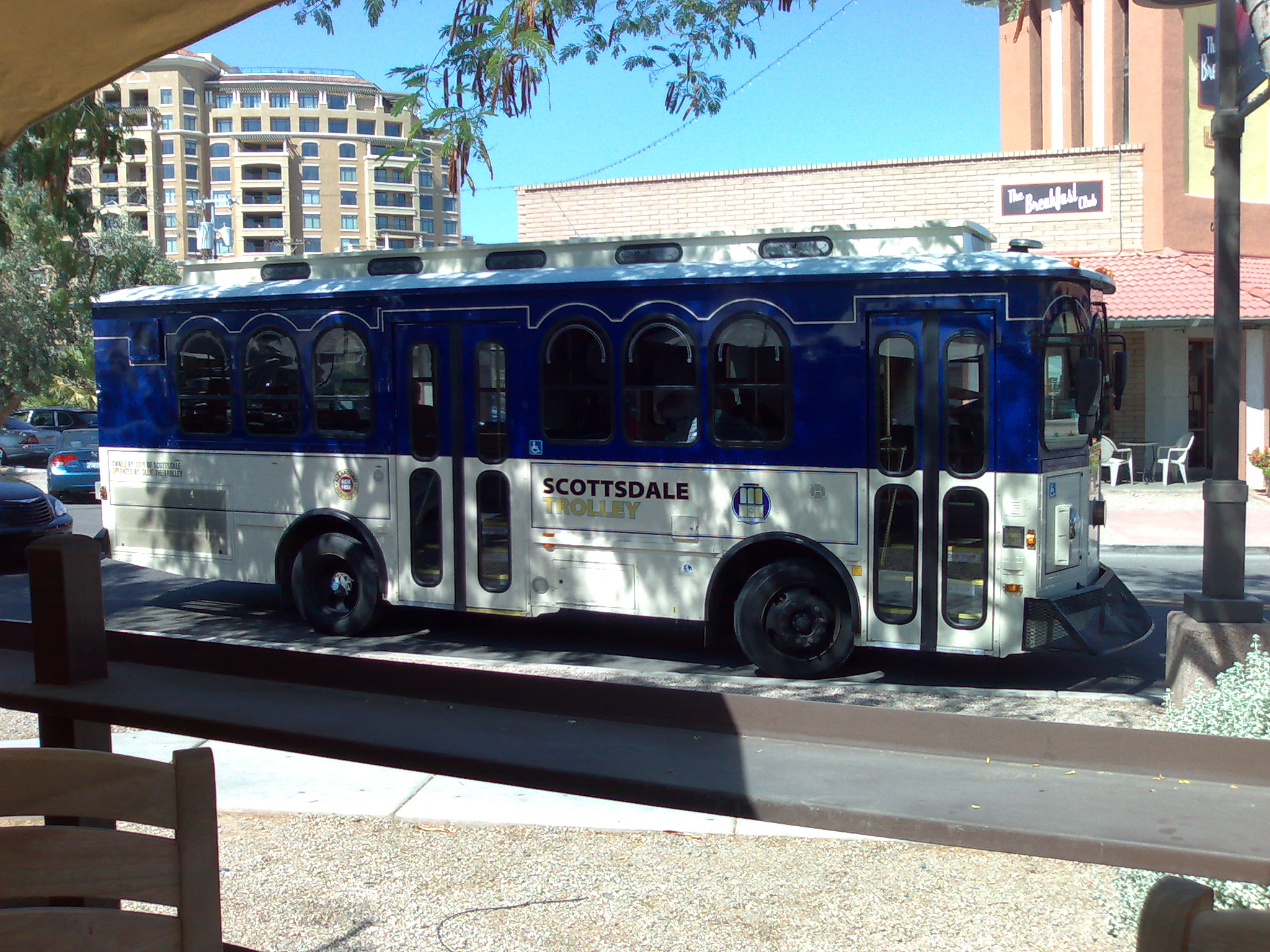
Autobusová doprava